# Синя лампа (фільм)
«Синя лампа» (іноді — «Синій ліхтар», англ. The Blue Lamp) — фільм, кримінальна драма режисера Безіла Дірдена (Велика Британія, 1950 рік), який отримав премію BAFTA, як найкращий британський фільм року. За версією IMDb входить до списку 50 найкращих поліційних та кримінальних фільмів під номером 29. Картина стала основою для тривалого (432 епізоди) телевізійного серіалу «Діксон із Док-Грін», який понад 20 років (1955—1976) виробляла й транслювала корпорація BBC.

## Сюжет
Лондон, район Паддінгтон, 1949 рік. Поліціянт констебль Джордж Діксон, який готується до виходу на пенсію, навчає молодого партнера Енді Мітчелла. Під час одного з чергувань, отримавши повідомлення про напад на касу кінотеатру, вони прибувають на місце злочину та стикаються з молодим озброєним нападником. Діксон намагається вмовити його здатися, але той, охоплений відчаєм, стріляє в поліціянта. Констебля відправляють до шпиталю, де за кілька годин він помирає. Злочинцеві вдається втекти. Всі сили поліції спрямовано на його затримання. Більш того, до його переслідування підключається «старий» кримінальний світ Лондона, невдоволений неконтрольованим зростанням молодіжної злочинності. Енді Мітчелл наздоганяє та заарештовує нападника.

## У ролях
| Актор          | Роль                    |
| -------------- | ----------------------- |
| Джек Ворнер    | констебль Джордж Діксон |
| Джиммі Генлі   | констебль Енді Мітчелл  |
| Дірк Богард    | Том Рілі                |
| Роберт Флемінг | сержант Робертс         |
| Бернард Лі     | інспектор Черрі         |
| Пеггі Еванс    | Діана Льюїс             |
| Патрік Дунан   | Спад                    |
| Брюс Сетон     | констебль Кемпбелл      |
| Дора Браян     | Мейсі                   |

## Художні особливості
В умовно-документальній манері фільм розглядає протистояння покоління молодих карних злочинців, з їхньою нерозсудливістю та неконтрольованим насильством, із дисципліною та організацією «традиційної», довоєнної кримінальної спільноти .

## Нагороди та номінації
- 1951 — Премія BAFTA за кращий британський фільм року.
- 1950 — номінація на Золотого лева Венеційського кінофестивалю.

## Критика
Британський інститут кінематографії загалом дає високу оцінку фільму. У статті проводиться його порівняльний аналіз із американськими стрічками в стилі нуар. Якщо в останніх межа між позитивними та негативними персонажами часто умовна, то «Синя лампа» пропонує дуже англійське бачення чесного, веселого «боббі», непохитного у своїй рішучості викорінити злочинність". Також у статті коментується деяка наївність існування спілки поліціянтів та старих злочинців для подолання спільної загрози та відновлення чинного громадського порядку. Цей сюжетний хід співзвучний німецькому фільму 1931 «М», де злочинна спільнота організує тотальне стеження для виявлення маніяка-вбивці дітей.
Негативна критика прозвучала з боку журналу Sight & Sound, редактор якого звинуватив Ealing Studios у лицемірстві і надмірно заступницькому тоні при створенні образів персонажів із середнього класу.